# Leichtathletik-Länderkampf der Männer 1985 Frankreich – BR Deutschland – Italien – USA Ostküste
| 3. Leichtathletik-Länderkampf mit bundesdeutscher Beteiligung 1985               | 3. Leichtathletik-Länderkampf mit bundesdeutscher Beteiligung 1985 |
| -------------------------------------------------------------------------------- | ------------------------------------------------------------------ |
|                                                                                  |                                                                    |
| Ländervergleich der Männer: Frankreich – BR Deutschland – Italien – USA Ostküste |                                                                    |
| Austragungsort                                                                   | Monaco                                                             |
| Wettbewerbe                                                                      | 20                                                                 |
| Datum                                                                            | 11./12.. Mai                                                       |
| 1. FRG 2. FRA 3. USA Ostküste 4. ITA                                             | 189,0 Punkte 174,0 Punkte 170,5 Punkte 168,5 Punkte                |
| Chronik                                                                          |                                                                    |
| ← ITA-FRG-GBR-IRL-SUI 00Cross (F)                                                | FIN-FRG/FRG-CAN00 Werfer (M) →                                     |

Im dritten Vergleich des Länderkampfjahres 1985 traten die bundesdeutschen Leichtathleten am 11./12.. Mai zu einem Vierländerkampf mit dem allgemeinen leichtathletischen Programm gegen Frankreich, Italien und ein US-amerikanisches Ostküstenteam an. Gastgeber war das Fürstentum Monaco.

## Modus
Auf dem Programm standen die bei Männerländerkämpfen üblichen zwanzig Wettbewerbe. Die Bahnlangstrecken wurden beide über die volle Länge ausgetragen. Aus dem olympischen Wettbewerbskatalog fehlten nur der der Marathonlauf, die beiden Gehdisziplinen sowie der Zehnkampf.
In den Einzeldisziplinen wurden die Punkte nach folgendem vergeben: 1. Platz: 9 Punkte / 2. Pl.: 7 P / 3. Pl.: 6 P / 4. Pl.: 5 P / …. In den Staffeln gab es zehn zu sieben zu vier zu zwei Punkte.

## Ergebnis
Die vier Teams lagen in der Gesamtabrechnung nicht sehr weit auseinander. In den Einzelläufen erzielten Frankreich und Italien je drei Disziplingewinne, die Bundesrepublik kam auf zwei Siege, das US-Ostküstenteam auf einen. Außerdem lagen in einem Wettbewerb die Bundesrepublik, Frankreich und Italien gemeinsam vorn. Eine der Staffeln ging an Frankreich, die andere an die US-Ostküstenmannschaft. In den Sprüngen entschieden die französischen und bundesdeutschen Vertreter je eine Disziplin für sich. In den beiden anderen Wettbewerben sammelten die Athleten der Bundesrepublik und der USA Ostküste gemeinsam die jeweils meisten Punkte. Im Bereich Wurf/Stoß lag Italien zweimal vorn, Frankreich und die Bundesrepublik je einmal. Den Länderkampf gewann am Ende das bundesdeutsche Team mit 189 Punkten. Nicht weit dahinter belegte Frankreich mit 174 Punkten Rang zwei. Die Vertreter der US-amerikanischen Ostküste kamen auch nicht weit zurück mit 170,5 Punkten auf den dritten Platz. Nur knapp geschlagen wurde Italien mit 168,5 Punkten Vierter.

## Legende
Kurze Übersicht zur Bedeutung der Symbolik – so üblicherweise auch in sonstigen Veröffentlichungen verwendet:
| NMH   | keine Höhe (No Mark) |
| k. A. | keine Angabe         |

## Resultate

### 100 m
| Platz | Athlet           | Land         | Zeit (s) |
| ----- | ---------------- | ------------ | -------- |
| 1     | Antoine Richard  | FRA          | 10,59    |
| 2     | Bruno Marie-Rose | FRA          | 10,62    |
| 3     | Antonio Ullo     | ITA          | 10,68    |
| 4     | Marty Krulee     | USA Ostküste | 10,68    |
| 5     | Stefano Tilli    | ITA          | 10,71    |
| 6     | Hans Fritzsche   | FRG          | 10,71    |
| 7     | Fritz Heer       | FRG          | 10,86    |
| 8     | David Jackson    | USA Ostküste | 10,95    |

Datum: 11. Mai

### 200 m
| Platz | Athlet                  | Land         | Zeit (s) |
| ----- | ----------------------- | ------------ | -------- |
| 1     | Carlo Simionato         | ITA          | 20,69    |
| 2     | Jean-Jacques Boussemart | FRA          | 20,97    |
| 3     | Erwin Skamrahl          | FRG          | 21,08    |
| 4     | Chris Whitlock          | USA Ostküste | 21,13    |
| 5     | Ralf Lübke              | FRG          | 21,16    |
| 6     | Antoine Richard         | FRA          | 21,18    |
| 7     | Willie Jones            | USA Ostküste | 21,40    |
| 8     | Domenico Gorla          | ITA          | 21,42    |

Datum: 12. Mai

### 400 m
| Platz | Athlet          | Land         | Zeit (s) |
| ----- | --------------- | ------------ | -------- |
| 1     | Erwin Skamrahl  | FRG          | 45,66    |
| 2     | Chris Whitlock  | USA Ostküste | 45,69    |
| 3     | Roberto Ribaud  | ITA          | 46,18    |
| 4     | Klaus Just      | FRG          | 46,50    |
| 5     | Brad McDonald   | USA Ostküste | 46,58    |
| 6     | Jacques Fellice | FRA          | 47,00    |
| 7     | Odone Campana   | ITA          | 47,41    |
| 8     | Yann Quentrec   | FRA          | 47,55    |

Datum: 11. Mai

### 800 m
| Platz | Athlet            | Land         | Zeit (min) |
| ----- | ----------------- | ------------ | ---------- |
| 1     | Matthias Assmann  | FRG          | 1:47,78    |
| 2     | Hans-Peter Ferner | FRG          | 1:48,00    |
| 3     | André Lavie       | FRA          | 1:48,04    |
| 4     | Ray Brown         | USA Ostküste | 1:48,54    |
| 5     | Jeff West         | USA Ostküste | 1:48,58    |
| 6     | Alberto Barsotti  | ITA          | 1:48,87    |
| 7     | Stefano Cecchini  | ITA          | 1:49,24    |
| 8     | Didier Marquant   | FRA          | 1:49,59    |

Datum: 11. Mai

### 1500 m
| Platz | Athlet             | Land         | Zeit (min) |
| ----- | ------------------ | ------------ | ---------- |
| 1     | Pascal Thiébaut    | FRA          | 3:45,95    |
| 2     | José Marajo        | FRA          | 3:46,08    |
| 3     | Richie Harris      | USA Ostküste | 3:46,28    |
| 4     | Claudio Patrignani | ITA          | 3:46,40    |
| 5     | Thomas Wessinghage | FRG          | 3:46,43    |
| 6     | Uwe Becker         | FRG          | 3:46,65    |
| 7     | Kevin Johnson      | USA Ostküste | 3:47,43    |
| 8     | Stefano Mei        | ITA          | 3:48,61    |

Datum: 12. Mai

### 5000 m
| Platz | Athlet               | Land         | Zeit (min) |
| ----- | -------------------- | ------------ | ---------- |
| 1     | Stefano Mei          | ITA          | 13:44,85   |
| 2     | Jean-Louis Prianon   | FRA          | 13:46,54   |
| 3     | Walter Merlo         | ITA          | 13:47,13   |
| 4     | Don Clary            | USA Ostküste | 13:47,73   |
| 5     | Hans-Jürgen Orthmann | FRG          | 13:48,38   |
| 6     | Ralf Salzmann        | FRG          | 13:55,16   |
| 7     | Steve Lacy           | USA Ostküste | 14:01,29   |
| 8     | Philippe Legrand     | FRA          | 14:02,85   |

Datum: 11. Mai

### 10.000 m
| Platz | Athlet           | Land         | Zeit (min) |
| ----- | ---------------- | ------------ | ---------- |
| 1     | Salvatore Antibo | ITA          | 28:27,49   |
| 2     | Pierre Levisse   | FRA          | 28:29,61   |
| 3     | Paul Gorman      | USA Ostküste | 28:36,80   |
| 4     | Gianni Demadonna | ITA          | 28:40,97   |
| 5     | Garry Bjorklund  | USA Ostküste | 28:50,74   |
| 6     | Herbert Stephan  | FRG          | 28:52,23   |
| 7     | Martin Grüning   | FRG          | 28:59,26   |
| 8     | Philippe Geffray | FRA          | 31:02,56   |

Datum: 12. Mai

### 110 m Hürden
| Platz | Athlet            | Land         | Zeit (s) |
| ----- | ----------------- | ------------ | -------- |
| 1     | Eugene Norman     | USA Ostküste | 13,64    |
| 2     | Milan Stewart     | USA Ostküste | 14,09    |
| 3     | Gianni Tozzi      | ITA          | 14,10    |
| 4     | Philippe Aubert   | FRA          | 14,14    |
| 5     | Jürgen Schoch     | FRG          | 14,15    |
| 6     | Michele Ventura   | ITA          | 14,21    |
| 7     | Pascal Boussemart | FRA          | 14,21    |
| 8     | Peter Scholz      | FRG          | 14,46    |

Datum: 11. Mai

### 400 m Hürden
| Platz | Athlet        | Land         | Zeit (s) |
| ----- | ------------- | ------------ | -------- |
| 1     | Harald Schmid | FRG          | 48,85    |
| 2     | Peter Scholz  | FRG          | 50,59    |
| 3     | Olivier Guy   | FRA          | 50,71    |
| 4     | Payton Hines  | USA Ostküste | 50,88    |
| 5     | Nat Page      | USA Ostküste | 50,90    |
| 6     | Luca Costi    | ITA          | 51,44    |
| 7     | Franck Jonot  | FRA          | 51,62    |
| 8     | Giorgio Rucli | ITA          | 51,86    |

Datum: 12. Mai

### 3000 m Hindernis
| Platz | Athlet            | Land         | Zeit (min) |
| ----- | ----------------- | ------------ | ---------- |
| 1     | Joseph Mahmoud    | FRA          | 8:29,87    |
| 2     | Pascal Debacker   | FRA          | 8:30,84    |
| 3     | Rainer Schwarz    | FRG          | 8:31,55    |
| 4     | Wolfgang Schieber | FRG          | 8:35,34    |
| 5     | Franco Boffi      | ITA          | 8:37,19    |
| 6     | Francesco Panetta | ITA          | 8:37,20    |
| 7     | Dave Daniels      | USA Ostküste | 8:37,62    |
| 8     | Farley Gerber     | USA Ostküste | 9:10,21    |

Datum: 12. Mai

### 4 × 100 m Staffel
| Platz | Besetzung      | Land                                                                     | Zeit (s) |
| ----- | -------------- | ------------------------------------------------------------------------ | -------- |
| 1     | Frankreich     | Daniel Sangouma Jean-Jacques Boussemart Bruno Marie-Rose Antoine Richard | 39,11    |
| 2     | Italien        |                                                                          | 39,42    |
| 3     | BR Deutschland | Hans Fritzsche Rolf Kistner Fritz Heer Ralf Lübke                        | 39,78    |
| 4     | USA Ostküste   |                                                                          | 39,81    |

Datum: 11. Mai

### 4 × 400 m Staffel
| Platz | Besetzung      | Land                                                     | Zeit (min) |
| ----- | -------------- | -------------------------------------------------------- | ---------- |
| 1     | USA Ostküste   |                                                          | 3:03,77    |
| 2     | BR Deutschland | Jürgen Koffler Uwe Schmitt Thomas Giessing Hartmut Weber | 3:04,80    |
| 3     | Italien        |                                                          | 3:07,13    |
| 4     | Frankreich     |                                                          | 3:07,30    |

Datum: 12. Mai

### Hochsprung
| Platz | Athlet              | Land         | Höhe (m) |
| ----- | ------------------- | ------------ | -------- |
| 1     | Lee Balkin          | USA Ostküste | 2,21     |
| 2     | Carlo Thränhardt    | FRG          | 2,21     |
| 3     | Gianni Davito       | ITA          | 2,18     |
| 4     | Dominique Hernandez | FRA          | 2,18     |
| 5     | Franck Verzy        | FRA          | 2,10     |
| 6     | Volker Wieland      | FRG          | 2,10     |
| 7     | Gigliero Palomba    | ITA          | 2,05     |
| 7     | Joe Radan           | USA Ostküste | 2,05     |

Datum: 12. Mai

### Stabhochsprung
| Platz | Athlet          | Land         | Höhe (m) |
| ----- | --------------- | ------------ | -------- |
| 1     | Serge Ferreira  | FRA          | 5,30     |
| 2     | Philippe Collet | FRA          | 5,15     |
| 3     | Peter Volmer    | FRG          | 5,15     |
| 4     | Grey Woespe     | USA Ostküste | 5,00     |
| 4     | Nat Durham      | USA Ostküste | 5,00     |
| NMH   | Mauro Barella   | ITA          |          |
| NMH   | Gerhard Schmidt | FRG          |          |
| NMH   | Marco Andreini  | ITA          |          |

Datum: 11. Mai

### Weitsprung
| Platz | Athlet               | Land         | Weite (m) |
| ----- | -------------------- | ------------ | --------- |
| 1     | Mike Powell          | USA Ostküste | 7,96      |
| 2     | Markus Kessler       | FRG          | 7,65      |
| 3     | Giovanni Evangelisti | ITA          | 7,57      |
| 4     | Norbert Piocchi      | ITA          | 7,25      |
| 5     | Bernd Rebischke      | FRG          | 7,23      |
| 6     | k. A.                | FRA          | k. A.     |
| 7     | Thierry Richard      | FRA          | 7,22      |
| 8     | Danny Jackson        | USA Ostküste | 7,13      |

Datum: 11. Mai

### Dreisprung
| Platz | Athlet              | Land         | Weite (m) |
| ----- | ------------------- | ------------ | --------- |
| 1     | Charles Simpkins    | USA Ostküste | 17,39     |
| 2     | Ralf Jaros          | FRG          | 16,39     |
| 3     | Wolfgang Knabe      | FRG          | 16,34     |
| 4     | Dario Badinelli     | ITA          | 16,32     |
| 5     | Gianni Cecconi      | ITA          | 15,98     |
| 6     | Serge Hélan         | FRA          | 15,88     |
| 7     | Greg Caldwell       | USA Ostküste | 15,83     |
| 8     | Jean-François Girod | FRA          | 15,33     |

Datum: 12. Mai

### Kugelstoßen
| Platz | Athlet            | Land         | Weite (m) |
| ----- | ----------------- | ------------ | --------- |
| 1     | Alessandro Andrei | ITA          | 21,16     |
| 2     | Marco Montelatici | ITA          | 20,03     |
| 3     | Gary Williky      | USA Ostküste | 19,08     |
| 4     | Hank Kraychir     | USA Ostküste | 19,00     |
| 5     | Udo Gelhausen     | FRG          | 18,89     |
| 6     | Bernd Kneißler    | FRG          | 18,64     |
| 7     | Luc Viudès        | FRA          | 18,63     |
| 8     | Aubert Treguilly  | FRA          | 16,28     |

Datum: 12. Mai

### Diskuswurf
| Platz | Athlet           | Land         | Weite (m) |
| ----- | ---------------- | ------------ | --------- |
| 1     | Marco Martino    | ITA          | 65,10     |
| 2     | Marco Bucchi     | ITA          | 64,30     |
| 3     | John Powell      | USA Ostküste | 61,94     |
| 4     | Alwin Wagner     | FRG          | 60,48     |
| 5     | Garry Williky    | USA Ostküste | 59,58     |
| 6     | Rolf Danneberg   | FRG          | 58,96     |
| 7     | Patrick Journoud | FRA          | 58,00     |
| 8     | Jean-Marc David  | FRA          | 56,46     |

Datum: 11. Mai

### Hammerwurf
| Platz | Athlet             | Land         | Weite (m) |
| ----- | ------------------ | ------------ | --------- |
| 1     | Christoph Sahner   | FRG          | 77,36     |
| 2     | Marc Odenthal      | FRG          | 73,48     |
| 3     | Lucio Serrani      | ITA          | 72,22     |
| 4     | Walter Ciofani     | FRA          | 71,64     |
| 5     | Orlando Bianchini  | ITA          | 71,10     |
| 6     | Jean-Claude Dufour | FRA          | 64,40     |
| 7     | Ed Burke           | USA Ostküste | 61,52     |
| 8     | Hank Kraychir      | USA Ostküste | 42,74     |

Datum: 11. Mai

### Speerwurf
| Platz | Athlet            | Land         | Weite (m) |
| ----- | ----------------- | ------------ | --------- |
| 1     | Charles Bertimon  | FRA          | 88,20     |
| 2     | Wolfram Gambke    | FRG          | 84,00     |
| 3     | Tom Jadwin        | USA Ostküste | 83,84     |
| 4     | Klaus Tafelmeier  | FRG          | 82,36     |
| 5     | Jean-Paul Lakafia | FRA          | 71,80     |
| 6     | Curt Ransford     | USA Ostküste | 70,72     |
| 7     | Franco Michielon  | ITA          | 69,18     |
| 8     | Andrea Chiaratti  | ITA          | 69,12     |

Datum: 12. Mai